# 多穗金粟兰
多穗金粟兰（学名：Chloranthus multistachys）是金粟兰科金粟兰属的植物，为中国的特有植物。分布在中国大陆的浙江、四川、安徽、江西、贵州、河南、甘肃、福建、广东、湖南、陕西、江苏、湖北、广西等地，生长于海拔400米至1,650米的地区，一般生长在山坡林下荫湿地或沟谷溪旁草丛中，目前尚未由人工引种栽培。

## 别名
四块瓦（陕西） 大四块瓦（广西） 四大天王、白毛七